# Paraxiphopoeus arebiensis
Paraxiphopoeus arebiensis är en insektsart som beskrevs av Goding 1930. Paraxiphopoeus arebiensis ingår i släktet Paraxiphopoeus och familjen hornstritar. Inga underarter finns listade i Catalogue of Life.